# Wiktor Monsiorski
Wiktor Konstanty Monsiorski (ur. 6 marca 1873 w Pińczowie, zm. 24 grudnia 1932 w Sosnowcu) – polski dziennikarz i wydawca.

## Życiorys
Syn nauczyciela Jakuba Augusta Monsiorskiego; progimnazjum ukończył w rodzinnym Pińczowie, po czym przeniósł się do gimnazjum do Warszawy, tam też podjął dalszą naukę w szkole technicznej.
Karierę zawodową w prasie rozpoczął w „Kurjerze Łódzkim” oraz w wychodzącym również w Łodzi „Rozwoju”; w roku 1906 przeniósł się do Zagłębia Dąbrowskiego, gdzie założył pismo „Głos Zagłębia” (później przekształcone w dziennik „Kurjer Zagłębia”). Podczas pracy w Łodzi i w Zagłębiu w związku z konfliktami z cenzurą Monsiorski kilkakrotnie był osadzany w carskich więzieniach w Sławkowie i w Piotrkowie. Po ostatnim aresztowaniu w 1909 i wyjściu z więzienia, 1 lutego 1910 rozpoczął wydawanie dziennika politycznego, społecznego i literackiego „Iskra”.
Po wybuchu I wojny światowej wstąpił do oddziałów obywatelskich milicji, gdzie został „dziesiętnikiem”. W 1914, wobec nieprzychylnego nastawienia wobec ruchu legionowego, został aresztowany przez zwolenników Józefa Piłsudskiego. Ponieważ okupacyjne władze pruskie uznały „Iskrę” za organ prorosyjski, zażądały od Monsiorskiego podjęcia współpracy z niemieckim wydziałem prasy. Wobec jego odmowy, w 1915 został internowany i przewieziony do obozu w Havelbergu w środkowych Niemczech. Przebywał w nim do listopada 1917 r., w czasie pobytu zachorował na gruźlicę.  W tym okresie (od czerwca 1915 r.) obowiązki wydawcy „Iskry” przejął Feliks Polkowski, a następnie (od listopada 1915 r.) brat Wiktora Monsiorskiego, Ryszard.
W czasie powstań śląskich Wiktor Monsiorski udzielał schronienia uchodźcom z terenów Górnego Śląska, pomagał też w organizowaniu dla nich wsparcia, a podczas wojny polsko–bolszewickiej organizował dla polskich żołnierzy zbiórkę broni, żywności, odzieży itp.
W roku 1921 budynek drukarni gazety (dzierżawiony od Towarzystwa Kopalń Węgla „Hrabia Renard”) strawił pożar. Wydatki poniesione przez Monsiorskiego na odbudowę drukarni spowodowały, że zmuszony był sprzedać „Iskrę” Akcyjnemu Towarzystwu Drukarskiemu i Wydawniczemu. Pismo zmieniło tytuł na „Kurier Zachodni”, a Wiktor Monsiorski pełnił w nim obowiązki redaktora naczelnego. Po dalszych kilku latach odszedł z „Kuriera” i w listopadzie 1926 założył w Sosnowcu tygodnik polityczny, społeczny i literacki „Expres Zagłębia”, już 24 grudnia tego samego roku przekształcony w dziennik, jeden z najpoczytniejszych w Zagłębiu, który wychodził aż do wybuchu II wojny światowej.
Wiktor Monsiorski zmarł 24 grudnia 1932 na gruźlicę, której nabawił się w obozie podczas I wojny światowej; pochowany został na cmentarzu w Sosnowcu.